# Титулярник (1691—1697)
Титулярник (Книга, а в ней собрание, откуда произыде корень великих государей царей и великих князей Российских…) — рукопись, хранящаяся в ГИМе (инв. № 82823, ОР Муз. 4047). Относится к жанру титулярников — собраний титулов, гербов и портретов. Был вложен в 1698 году в Троицкий собор Пскова по завещанию митрополита Псковского и Изборского Илариона (Смирного).
Данный титулярник — пример книжной культуры русского барокко 2-й половины XVII века. Миниатюры выполнены в акварельной манере, пером и кистью. «Присутствующие в нём элементы хронографического сочинения, генеалогического трактата и дипломатического справочника соединены с богатым художественным оформлением». Созданию данного списка предшествовал знаменитый Царский титулярник 1672 года (в трёх экземплярах).
В рукописи, дошедшей с утратами, содержится 55 портретов русских великих князей и царей, патриархов Русской церкви, предстоятелей Восточных патриархатов и иностранных монархов.

## Галерея

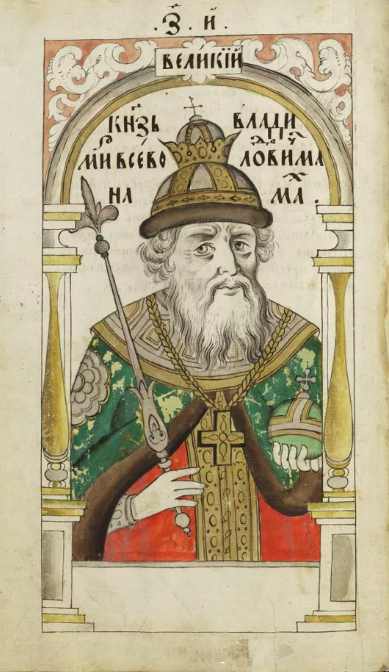
Владимир II Мономах
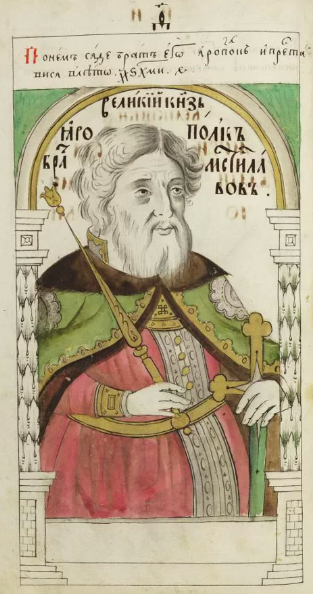
Ярополк II
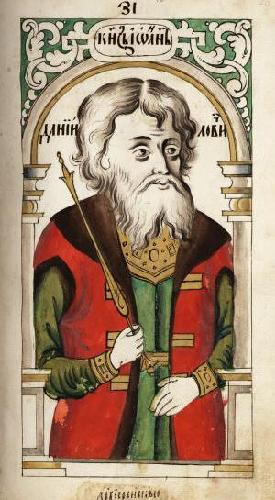
Иван I Калита
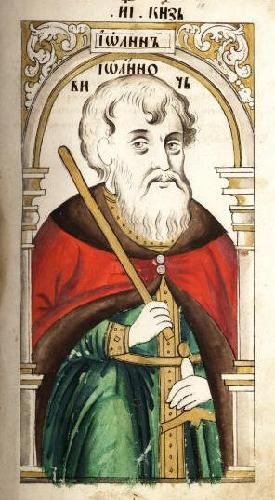
Иван II Красный
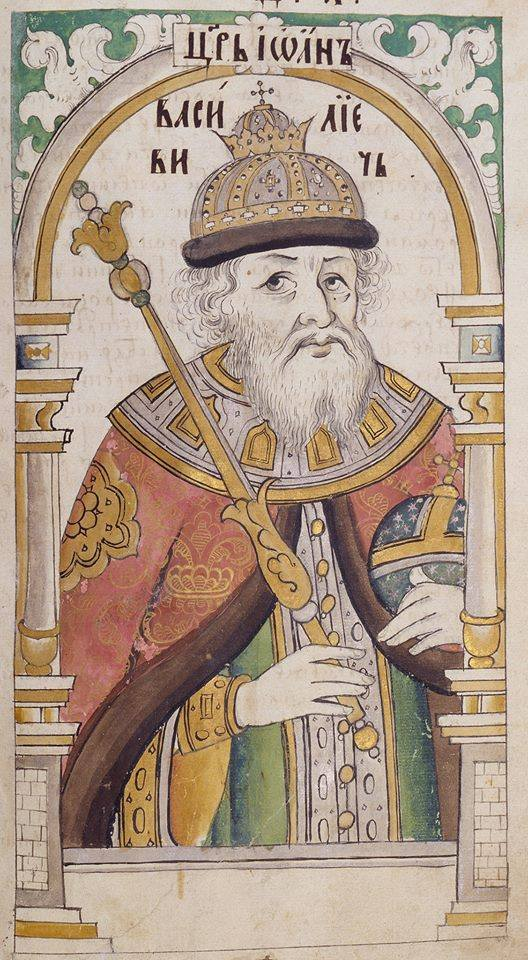
Иван IV Грозный
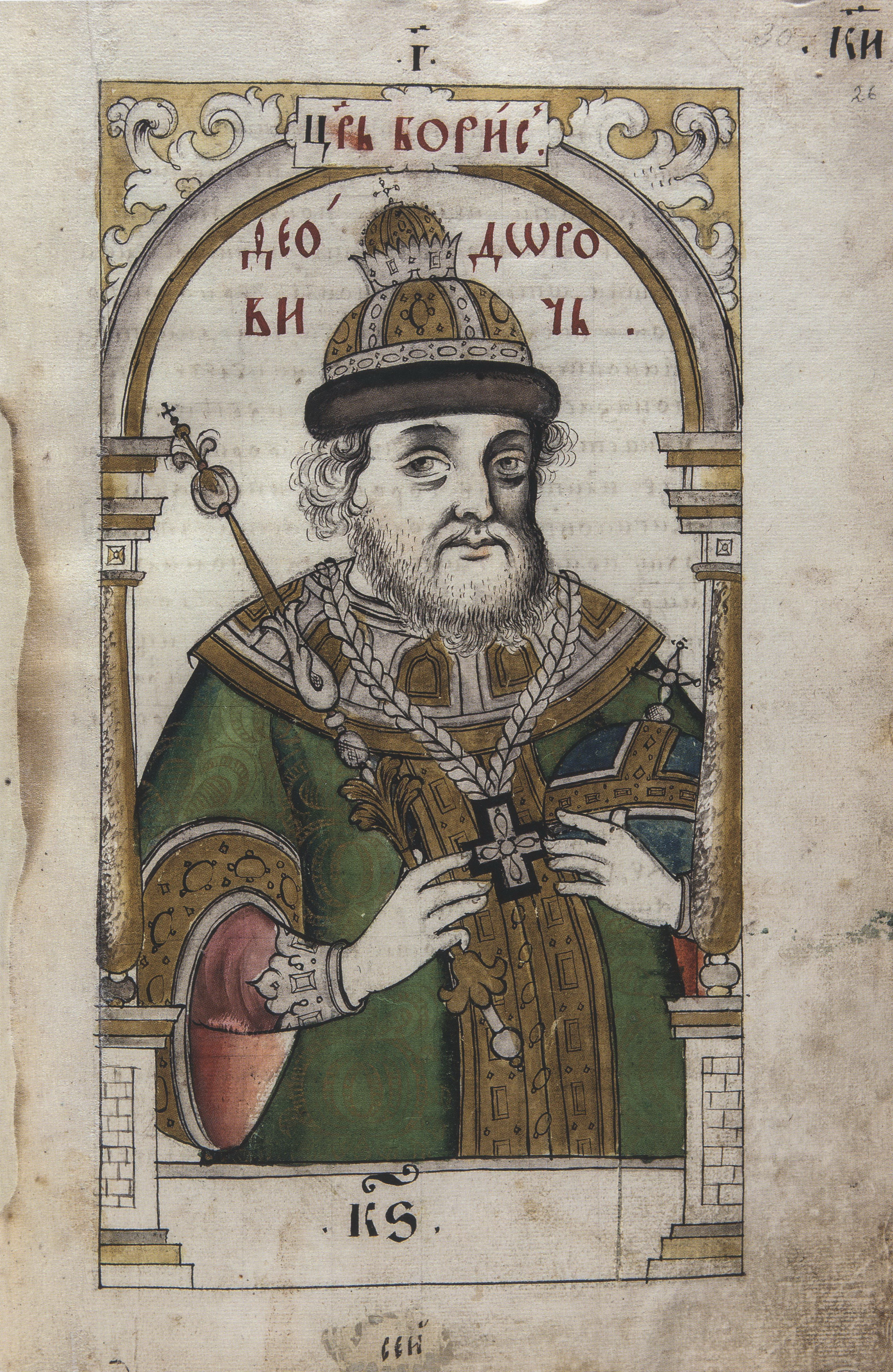
Борис Годунов
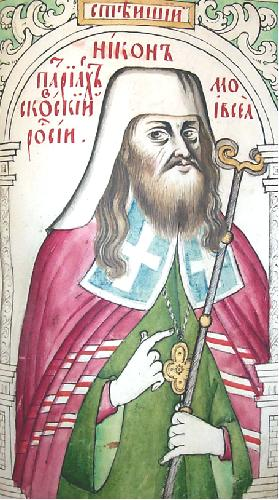
Патриарх Никон
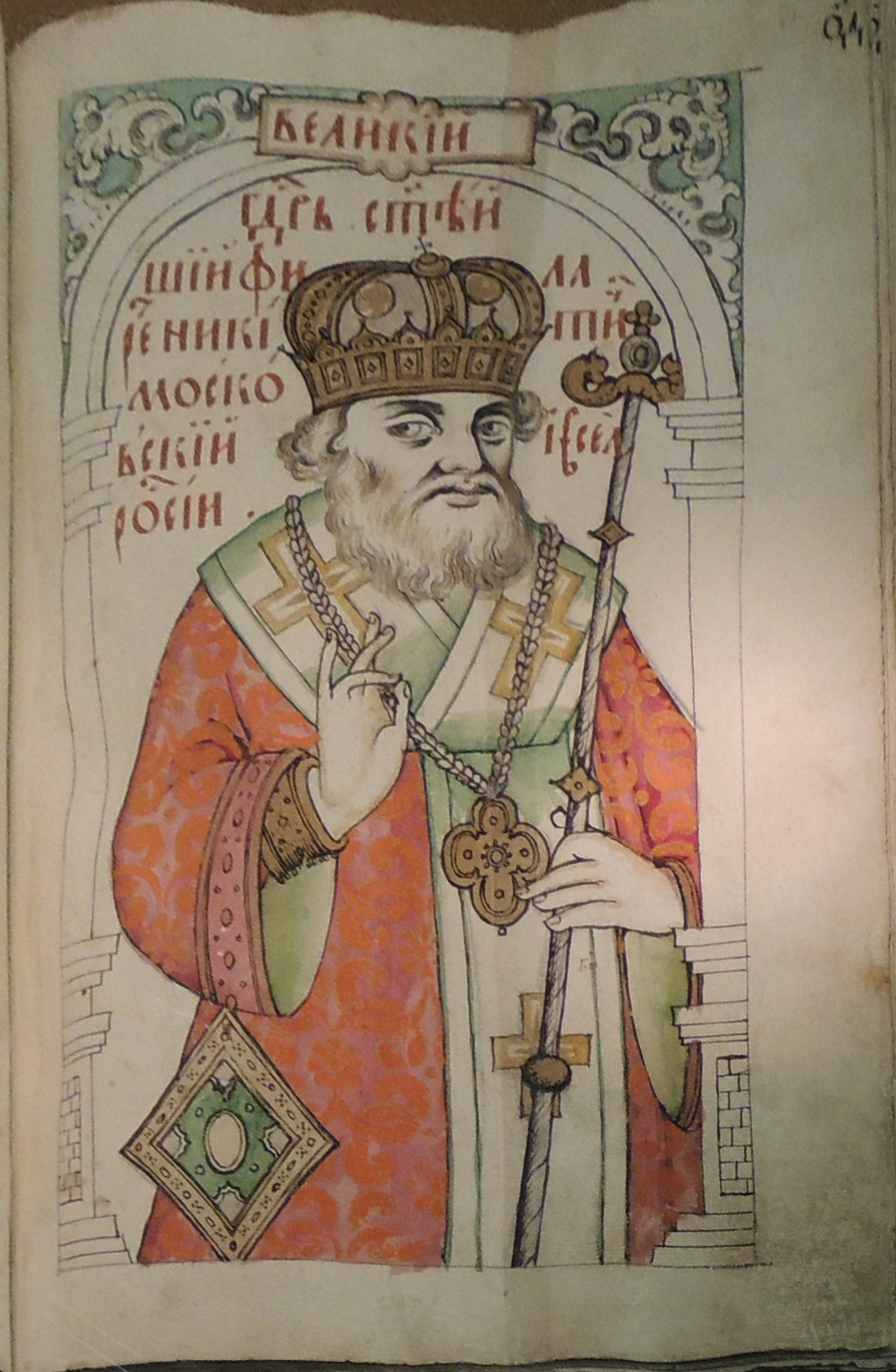
Патриарх Филарет
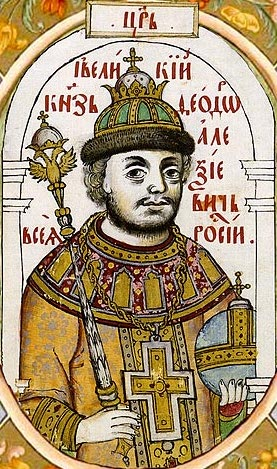
Фёдор III
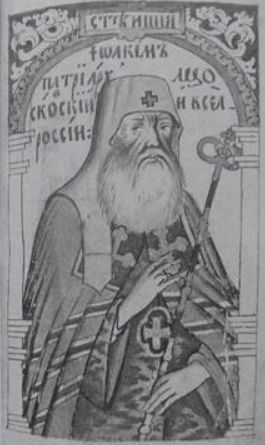
Патриарх Иоаким
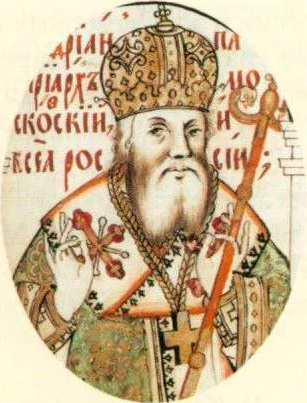
Патриарх Адриан